# Az Amerikai Egyesült Államok Értékpapír- és Tőzsdefelügyelete
Az Egyesült Államok Értékpapír- és Tőzsdefelügyelete (SEC) független amerikai szövetségi kormányügynökség, amely a szövetségi értékpapír törvények betartatásáért felelős és jogszabályváltozásokra tesz javaslatot. A SEC az amerikai értékpapír piac szabályozója, beleértve a részvény és opciós tőzsdéket és egyéb tevékenységeket és szervezeteket és az elektronikus értékpapír kereskedést az Egyesült Államokban.
Az 1934-es értékpapírtőzsde törvényen kivül a SEC olyan jogszabályok végrehajtásáért felelős, mint az 1933-as értékpapírtörvény, az 1939-es megbízási szerződés törvény, az 1940-es befektetési társaságokról szóló törvény, a szintén 1940-es befektetési tanácsadókról szóló törvény, vagy a 2002-es Sarbanes–Oxley törvény.
A SEC-et 1934-es értékpapírtőzsde törvény negyedik szakasza alapján hozták létre.